# 万世橋警察署
万世橋警察署（まんせいばしけいさつしょ）は、警視庁が管轄する警察署のひとつである。第一方面本部所属。千代田区の秋葉原地区（東京都千代田区外神田一丁目16番5号）に位置している。
署員数およそ210名。識別章所属表示はME。車両の対空表示は「万」。

## 管轄区域
- 千代田区の内
  - 神田須田町一・二丁目
  - 外神田一丁目 - 六丁目
  - 神田練塀町
  - 神田相生町
  - 神田花岡町
  - 神田松永町
  - 神田平河町
  - 神田和泉町
  - 神田佐久間町一丁目 - 四丁目
  - 神田佐久間河岸
  - 東神田一丁目 - 三丁目
  - 岩本町一丁目 - 三丁目
  - 神田岩本町
  - 神田東松下町
  - 神田富山町
  - 神田北乗物町
  - 神田東紺屋町
  - 神田紺屋町
  - 神田西福田町
  - 神田美倉町
  - 鍛冶町一丁目・二丁目
  - 神田鍛冶町三丁目
  - 内神田三丁目（7番、12番から14番、17番から23番のみ。一・二丁目と左記以外の三丁目は神田警察署の管轄）

## 沿革
- 1905年（明治38年）4月：神田警察署万世橋分署設置。
- 1906年（明治39年）4月：廃止。
- 1908年（明治41年）8月：神田警察署外神田分署設置。
- 1910年（明治43年）12月：外神田警察署に昇格。
- 1913年（大正2年）6月：神田外神田警察署に改称。
- 1927年（昭和2年）6月：神田万世橋警察署に改称。
- 1945年（昭和20年）3月：神田警察署に統合され、廃止。
- 1948年（昭和23年）11月：警視庁万世橋警察署設置。
- 2000年（平成12年）12月：万世橋交差点南西の旧所在地から秋葉原駅直近の現在地に移転。旧庁舎は移転後もしばらく「警視庁万世橋分庁舎」として使用されたのちに取壊し。
- 2008年（平成20年）9月：秋葉原通り魔事件などでの治安悪化を理由に署員を20名増員する人事を決定。

## 組織
- 警務課
- 会計課
- 交通課
- 警備課
- 地域課
- 刑事組織犯罪対策課
- 生活安全課

## 交番
- 神田駅交番（千代田区鍛冶町二丁目）
- 秋葉原交番（千代田区外神田四丁目 秋葉原UDX1階）
- 美倉橋交番（千代田区東神田三丁目）
- 岩本町交番（千代田区神田須田町二丁目）

## 地域安全センター
- 末広町地域安全センター（千代田区外神田三丁目）

## 主な事件
- 秋葉原通り魔事件（2008年6月8日）